# Othmane El Idrissi
Othmane El Idrissi Erahhali (* 7. Oktober 2006 in Frankfurt am Main) ist ein marokkanischer Fußballspieler, der beim SV Darmstadt 98 unter Vertrag steht.

## Karriere
Bis 2021 spielte El Idrissi in der Jugend von Rot-Weiss Frankfurt, ehe er in die Jugendabteilungen des SV Darmstadt 98 wechselte. Dort spielte er 2022/23 in der U17-Bundesliga Süd/Südwest (11 Spiele, 5 Tore). Für die marokkanische Nationalmannschaft nahm er am U17 Afrika-Cup 2023 in Algerien teil und kam in fünf der sechs Turnierspielen zum Einsatz, auch als man im Finale gegen die U17 von Senegal unterlag.
In der Saison 2024/2025 wurde Othmane El Idrissi von Trainer Torsten Lieberknecht in den Kader der 1. Mannschaft in der 2. Bundesliga berufen und feierte dort am 1. Spieltag am 4. August 2024 beim Heimspiel gegen Fortuna Düsseldorf sein Profidebüt, als er in der 75. Minute bei einem 0:1-Rückstand für Kai Klefisch eingewechselt wurde und 8 Minuten später in der 83. Minute mit einer roten Karte vom Platz gestellt wurde, das Spiel ging in Unterzahl 0:2 verloren.
Seitdem kommt Othmane El Idrissi für die U21 beim SV Darmstadt 98 II in der Fußball-Hessenliga 2024/25 zum Einsatz.